# Aéropostale
Aéropostale, Inc., (NYSE: ARO), är ett amerikanskt detaljhandelsföretag som är återförsäljare av kläder för de båda könen inom åldersgrupperna 14 till 17. Aéropostales butiker hittar man främst i köpcentrum. De har 914 butiker i 50 amerikanska delstater och Puerto Rico samt 75 butiker i Kanada. Deras dotterbolag P.S. som riktar sig mot barn i åldrarna 4 till 12 finns i 97 butiker i 22 amerikanska delstater. Aéropostale har också via licenser 20 butiker i Mellanöstern, Asien och Europa.